# Leucotmemis intersecta
Leucotmemis intersecta là một loài bướm đêm thuộc phân họ Arctiinae, họ Erebidae.